# Arthrosphaera brandtii
Arthrosphaera brandtii är en mångfotingart som först beskrevs av Jean-Henri Humbert 1865.  Arthrosphaera brandtii ingår i släktet Arthrosphaera och familjen Sphaerotheriidae. Inga underarter finns listade i Catalogue of Life.